# Муглово
Муглово (мар. Мугыл) — деревня в Советском районе Республики Марий Эл. Входит в состав Верх-Ушнурского сельского поселения.

## Географическое положение
Находится в центральной части республики Марий Эл на расстоянии приблизительно 19 км по прямой на северо-восток от районного центра посёлка Советский.

## История
Известно с начала XX века. Население исповедует язычество. В советское время работали колхозы «Изи памаш» и «Родина».

## Население
Население составляло 45 человек (мари 100 %) в 2002 году, 28 в 2010.